# Asociativismo
El asociativismo es tanto una facultad social de los individuos como un medio de sumar esfuerzos y compartir ideales a través de la asociación de personas para dar respuestas colectivas a determinadas necesidades o problemas. 
Como facultad social, los individuos humanos son seres sociales y a la vez selectivos, por lo que, por un lado, se encuentran en la necesidad de asociarse y por otro están en capacidad de elegir con quienes, por qué y de qué manera, por lo que se puede hablar de una necesidad social de afinidad selectiva.
Como instrumento de participación, se caracteriza por surgir del común acuerdo, en que un grupo humano, en concordancia con las voluntades que lo componen, considera tener intereses similares y un mismo objetivo a realizar, formando así una asociación en particular. 